# Социальный взрыв
Социальный взрыв — вспышка насилия на фоне затяжной социальной нестабильности. Как правило социальный взрыв связан с социальной разобщенностью и падением уровня жизни определенной категории населения (например, связанной с массовыми увольнениями). Иногда понятие социальный взрыв используют как эвфемизм революции, восстания или беспорядков. В исторической литературе термин «социальный взрыв» встречается у Тойнби Арнольда Джозефа 